# Aiyanna Stiverne
Aiyanna Brigitte Stiverne (* 20. Februar 1995 in Miami, Vereinigte Staaten) ist eine kanadische Leichtathletin, die im Sprint antritt und sich auf die 400-Meter-Distanz spezialisiert hat.

## Sportliche Laufbahn
Aiyanna Stiverne studierte zunächst ab 2013 an der University of Texas at El Paso und wechselte später an die University of Miami, an der sie 2018 einen Bachelorabschluss erhielt. Erste Erfahrungen bei internationalen Meisterschaften sammelte sie im Jahr 2015, als sie mit der kanadischen 4-mal-400-Meter-Staffel bei den Weltmeisterschaften in Peking startete und dort mit 3:27,69 min im Finale den siebten Platz belegte. Zwei Jahre später schied sie bei den Weltmeisterschaften in London mit 52,55 s in der ersten Runde über 400 Meter aus und verpasste im Staffelbewerb mit 3:28,47 min den Finaleinzug. Kurz darauf belegte sie bei der Sommer-Universiade in Taipeh in 52,33 s den vierten Platz im Einzelbewerb und landete auch mit der Staffel mit 3:36,44 min auf Rang vier. 2018 gewann sie bei den NACAC-Meisterschaften in Toronto in 52,00 s die Silbermedaille über 400 Meter hinter der Jamaikanerin Stephenie Ann McPherson und sicherte sich in 3:28,04 min gemeinsam mit Micha Powell, Travia Jones und Alicia Brown die Bronzemedaille im Staffelbewerb hinter den Teams aus den Vereinigten Staaten und Jamaika.
Bei den IAAF World Relays 2019 in Yokohama wurde sie in 3:18,15 min gemeinsam mit Austin Cole, Zoe Sherar und Philip Osei Zweite in der Mixed-Staffel über 4-mal 400 Meter und Anfang August nahm sie im 200-Meter-Lauf an den Panamerikanischen Spielen in Lima teil und schied dort mit 24,25 s in der ersten Runde aus. Zudem gewann sie dort in 3:27,01 min gemeinsam mit Natassha McDonald, Kyra Constantine und Sage Watson die Silbermedaille hinter den US-Amerikanerinnen. Ende September kam sie bei den Weltmeisterschaften in Doha mit 52,04 s nicht über den Vorlauf über 400 Meter hinaus und wurde mit der Staffel im Finale wegen einer Bahnübertretung disqualifiziert. Zudem verpasste sie in der Mixed-Staffel mit 3:16,76 min den Finaleinzug. 2022 siegte sie in 53,39 s über 400 Meter beim La Classique d’Athlétisme de Montréal und anschließend schied sie bei den Weltmeisterschaften in Eugene mit 53,07 s in der ersten Runde über 400 Meter aus und wurde mit der Staffel in 3:25,18 min im Finale Vierte. Anschließend schied sie bei den Commonwealth Games in Birmingham mit 53,52 s im Halbfinale im Einzelbewerb aus und siegte mit der Staffel in 3:25,84 min gemeinsam mit Natassha McDonald, Micha Powell und Kyra Constantine. Im Jahr darauf belegte sie bei den Weltmeisterschaften in Budapest in 3:22,42 min den vierten Platz mit der Staffel. Bei den World Athletics Relays 2024 auf den Bahamas wurde sie in 3:25,17 min Dritte in der 4-mal-400-Meter-Staffel und sicherte dem Team damit einen Startplatz bei den Olympischen Spielen in Paris, bei denen sie dem Team zum Finaleinzug verhalf.
In den Jahren 2018 und 2022 wurde Stiverne kanadische Meisterin im 400-Meter-Lauf. Ihr Cousin ist der Profiboxer und ehemaliger WBC-Weltmeister Bermane Stiverne.

## Persönliche Bestleistungen
- 200 Meter: 22,76 s (+0,6 m/s), 7. April 2018 in Coral Gables
  - 200 Meter (Halle): 23,78 s, 25. Januar 2020 in Birmingham
- 400 Meter: 51,21 s, 25. Juni 2022 in Langley
  - 400 Meter (Halle): 53,53 s, 14. Februar 2015 in Albuquerque